# Ángel de Monteverde

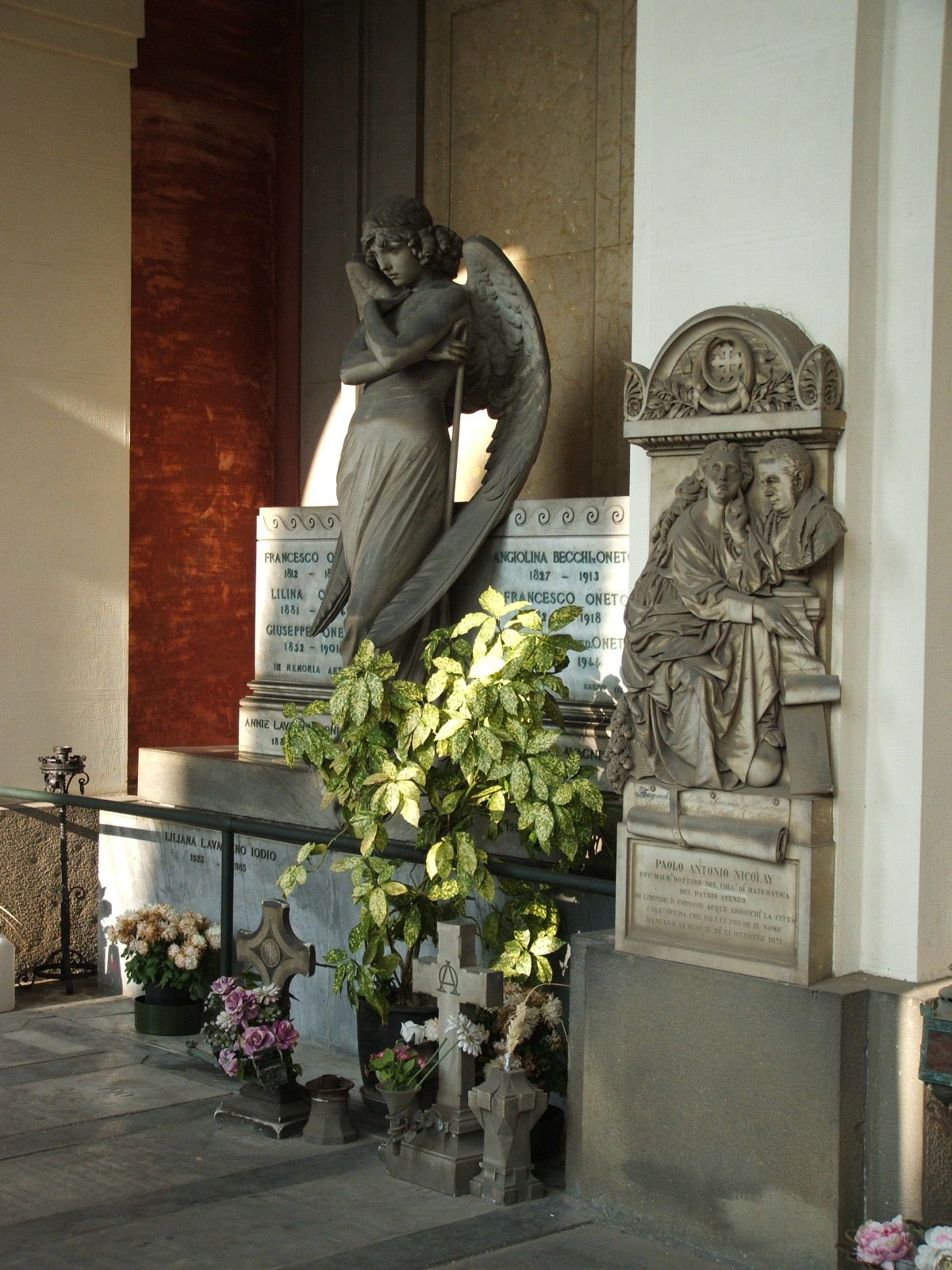
Giulio Monteverde, Tomba Oneto, Cementerio monumental de Staglieno, Génova

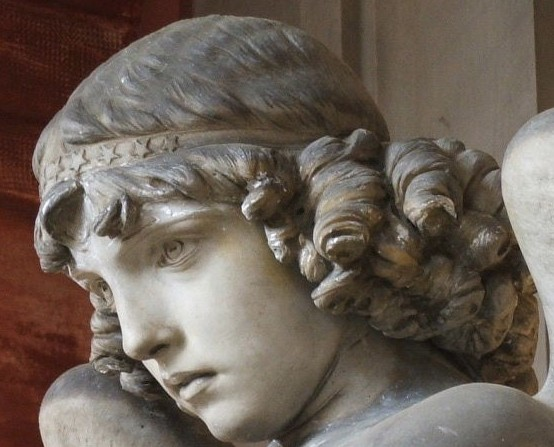
Ángel de Monteverde

El Ángel de Monteverde, o el Ángel de la Resurrección, es una escultura de mármol blanco realizada por Giulio Monteverde en el 1882, por encargo de la familia Oneto de Génova.
Adorna una de las tumbas monumentales más famosas, la de la familia Oneto, en el Cementerio monumental de Staglieno de Génova, en Italia del norte.
La estatua es una de las obras más conocidas del escultor italiano Giulio Monteverde. Entre las obras escultóricas neoclásicas, el Ángel de Monterverde es considerado uno de los puntos altos de la escultura de género (muchas otras son las que decoran las tumbas en la necrópolis de Génova).
El trabajo fue comisiónado por Francesco Oneto, un rico comerciante presidente del Banco General, para honrar la memoria de su familia.

## Galería de imágenes

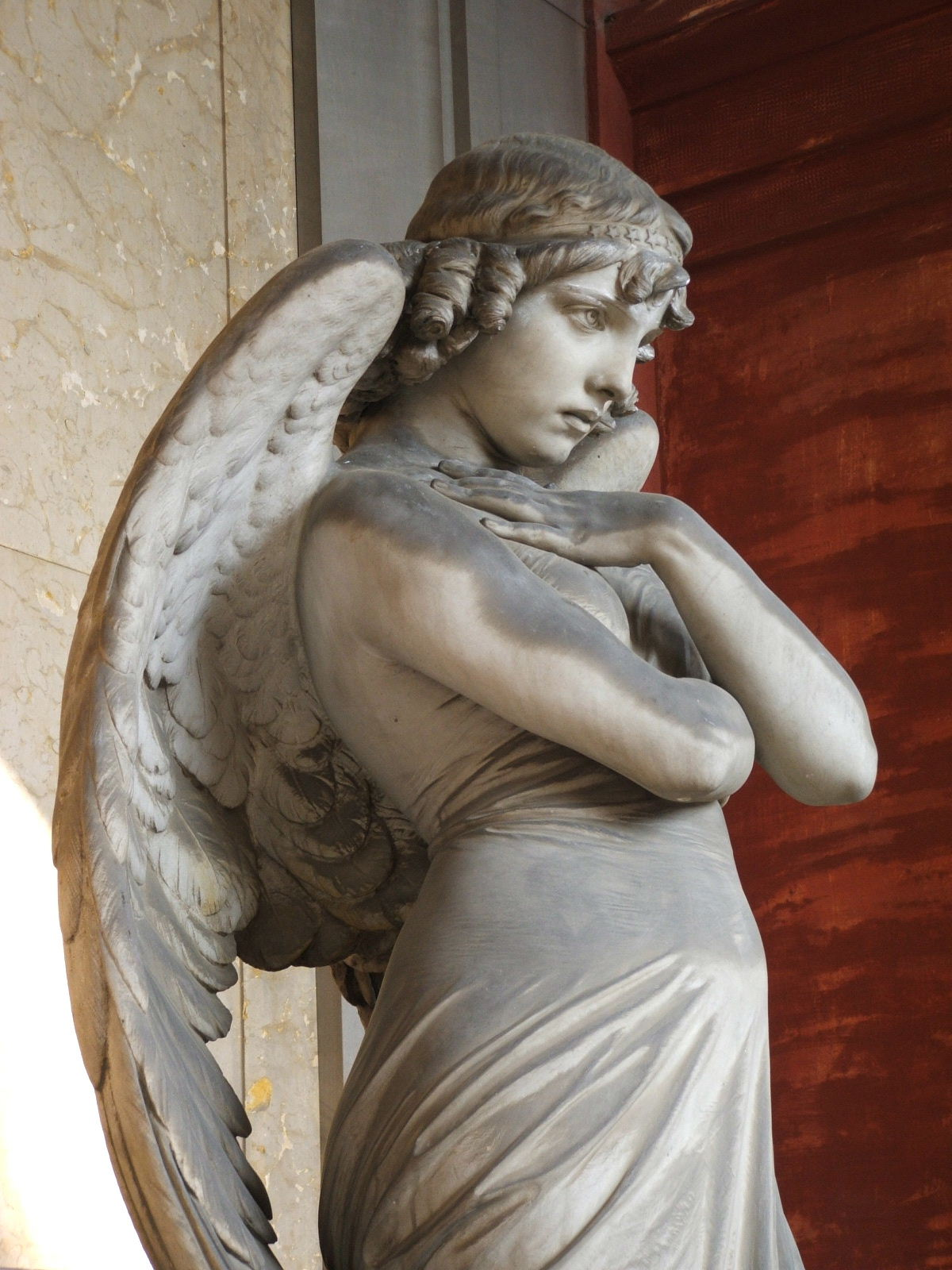
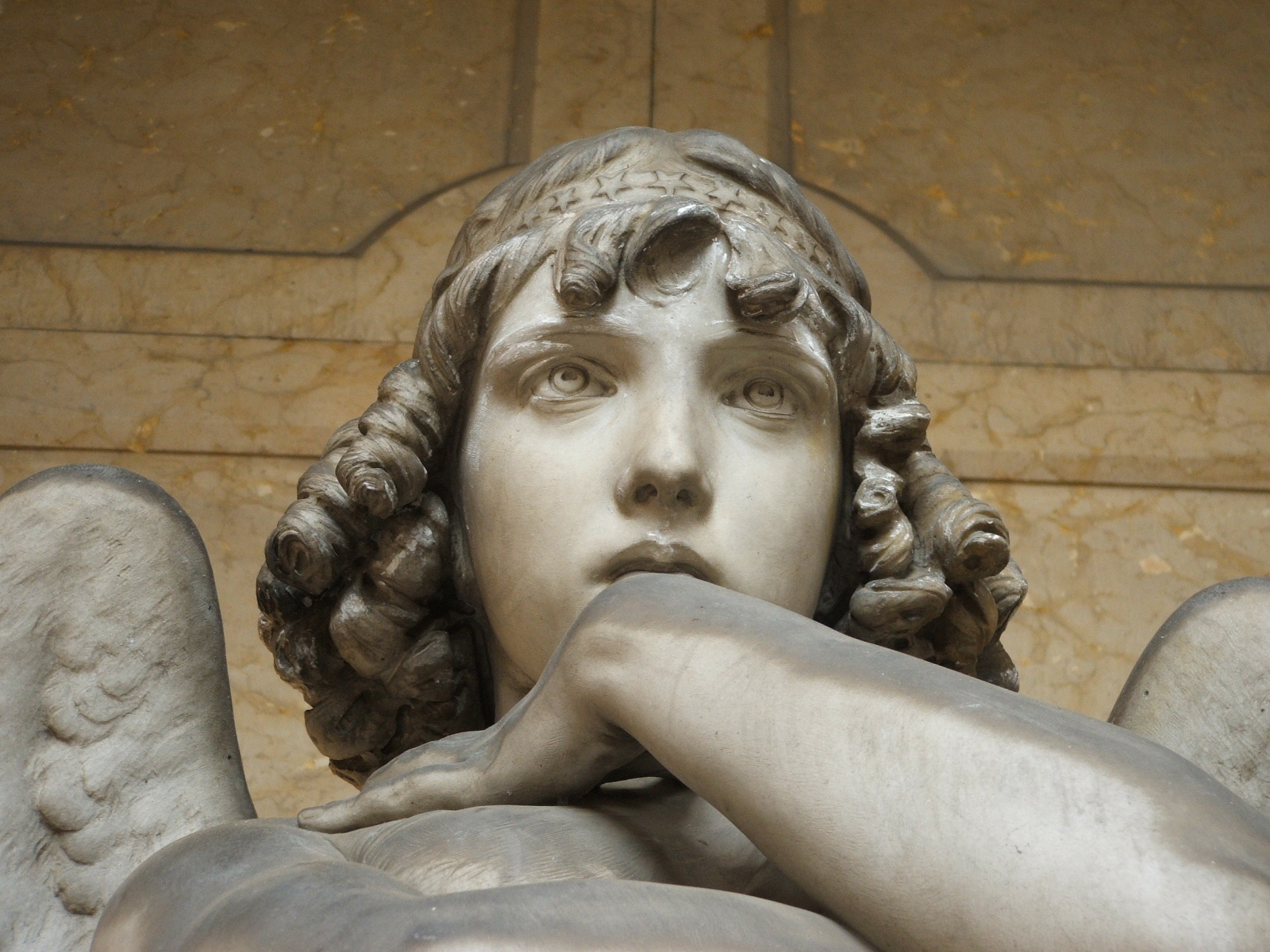
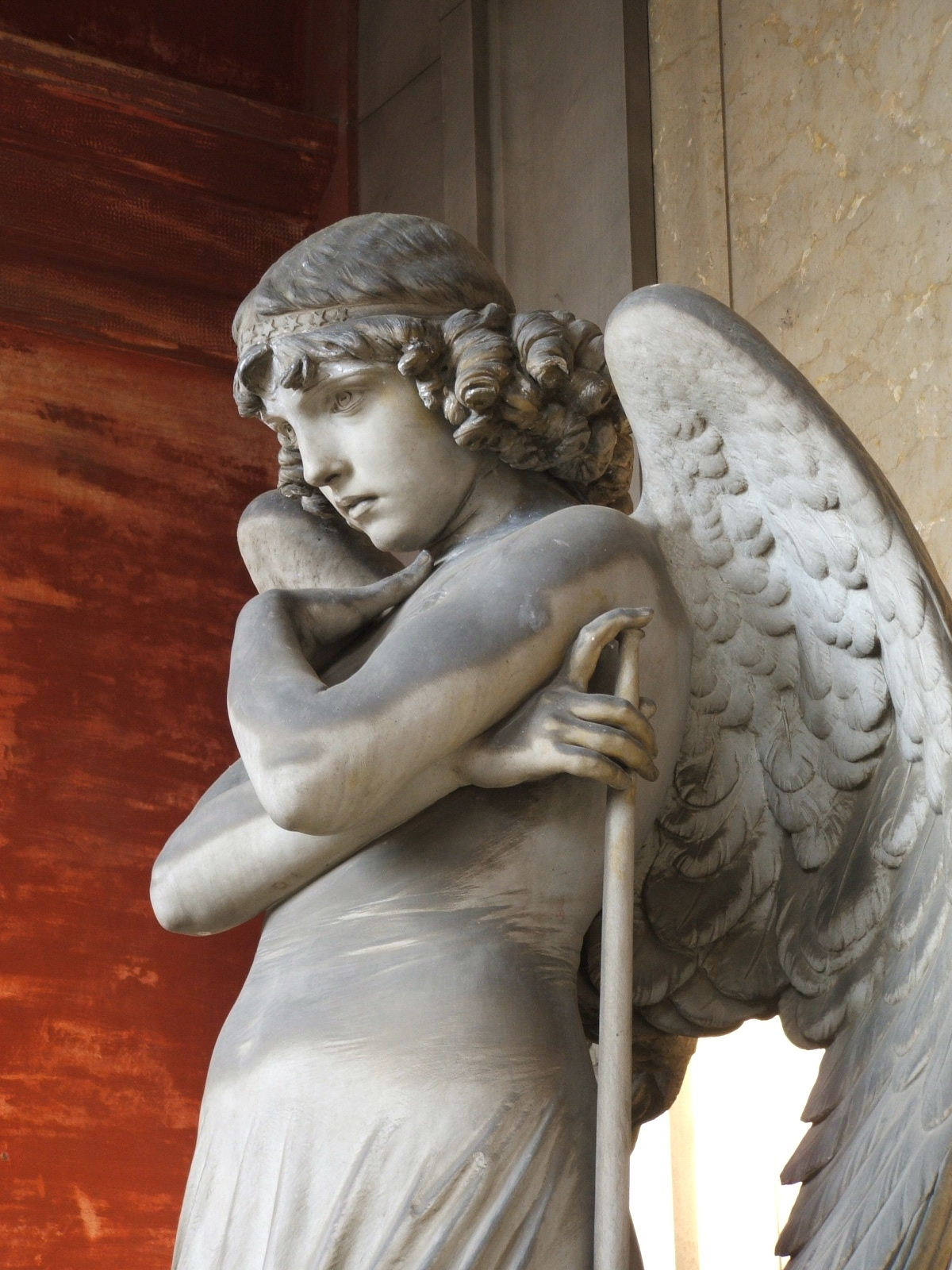
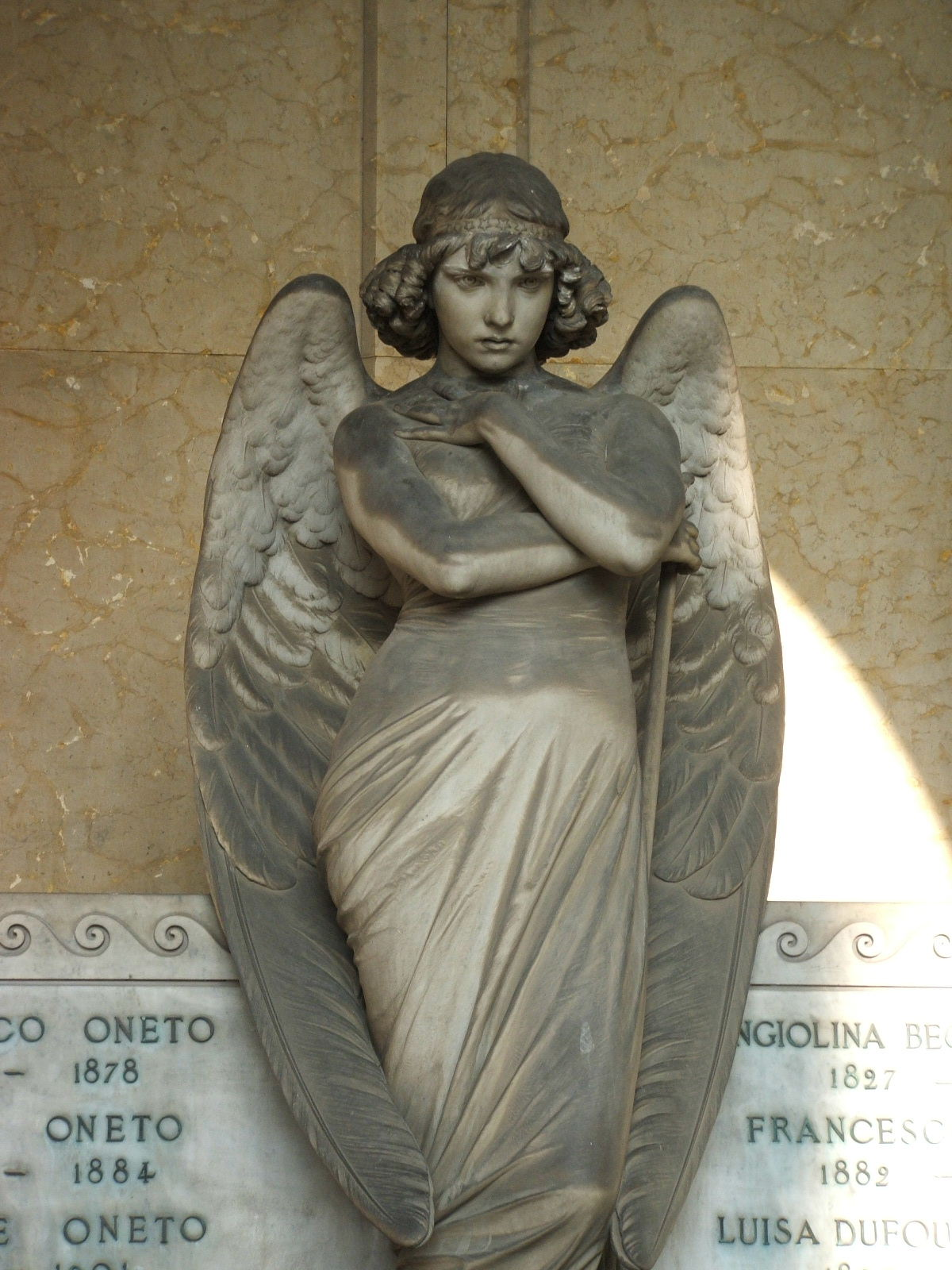
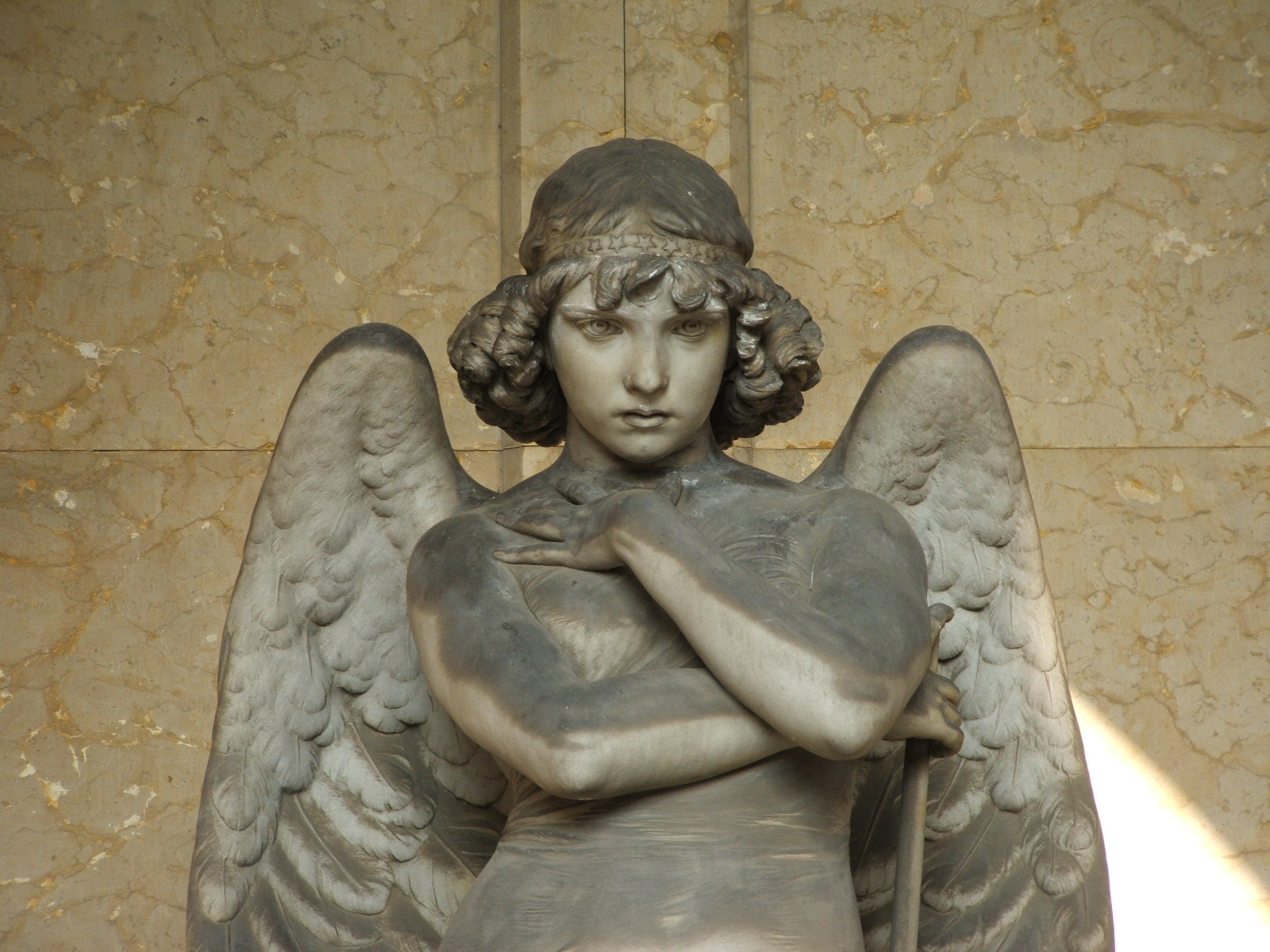
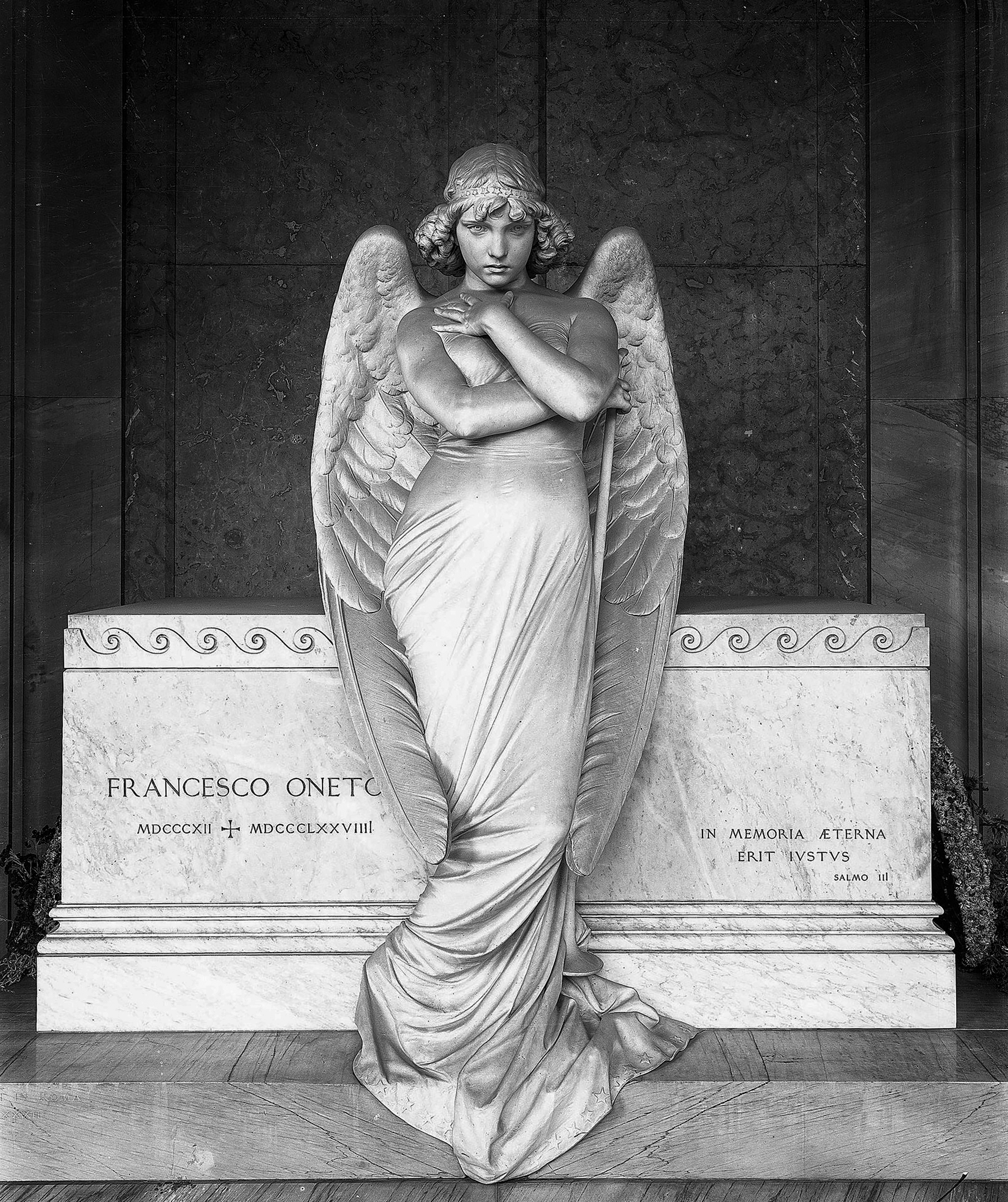